# Joseph Barthélemy Lebouteux
 (juillet 2025).
Joseph Barthélémy Lebouteux, né en 1742 à Lille , est un peintre, illustrateur français.

## Biographie
Élève de l'Académie royale de peinture et de sculpture, il est le fils de Pierre Lebouteux, élève de Noël Hallé, logiste au prix de Rome en 1768, et grand prix de Rome en 1769, à 27 ans. Il est surtout connu en qualité d'illustrateur. Il est le condisciple de Pierre Lacour. Pensionnaire du Palais Mancini à Rome, il se lie d’amitié avec ses condisciples : Pierre-Adrien Pâris (1745-1819), Jean-Joseph Taillasson (1745-1809), François-André Vincent (1746-1816), Joseph Benoît Suvée (1743-1807) en 1771. De son séjour à Rome on ne connaît que ses dessins. Rentré à Paris, il repart en compagnie de Suvée pour Naples. On perd sa trace à partir de son second voyage en Italie.
Il était avec Suvée, professeur de dessin à l'école gratuite de dessin.

## Collections publiques
- Musée de Besançon:

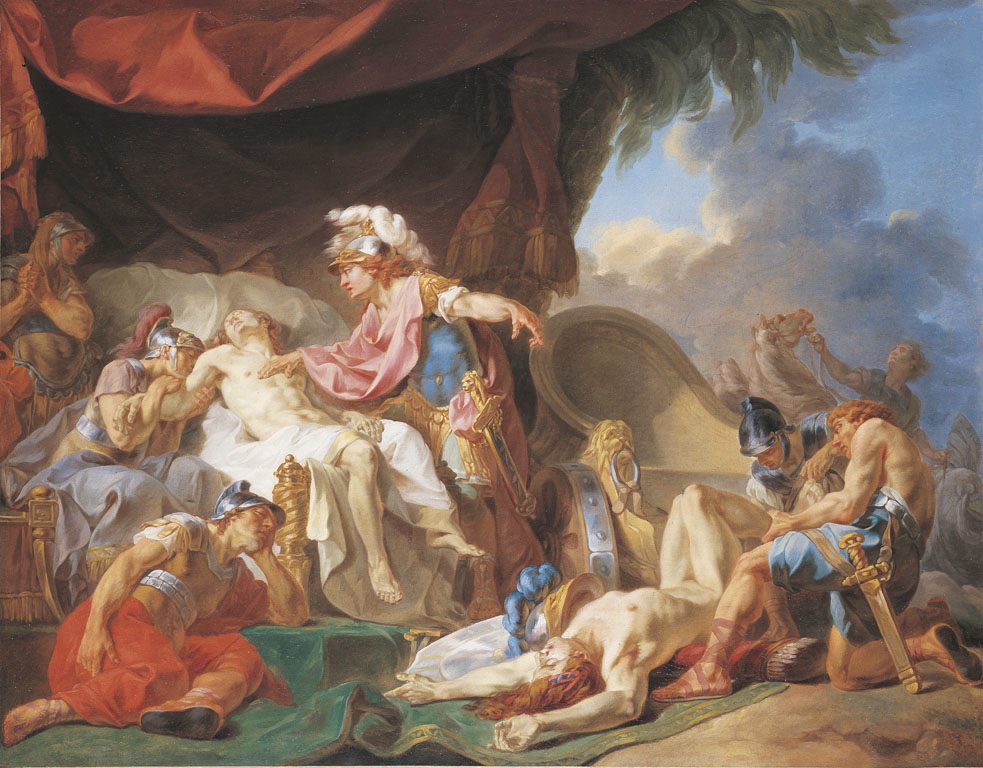
Joseph Barthélemy Lebouteux prix de Rome, Achille dépose le corps d'Hector aux pieds de celui de Patrocle.

  -  Vue animée de Caprarola, sanguine, contre épreuve du musée de Besançon, annotée par Pâris.
- Musée du Louvre à Paris : 
  - Achille dépose le corps d'Hector aux pieds de celui de Patrocle, huile sur toile
- Art Institute of Chicago : 
  -  Éve réprimandée par Dieu (gravure)[1].
  -  Pompone II, gravure  de Robert Nanteuil, Charles Le Brun, d'après un dessin de Lebouteux